# Waldeckia nitens
Waldeckia nitens is een vlokreeftensoort uit de familie van de Lysianassidae. De wetenschappelijke naam van de soort is voor het eerst geldig gepubliceerd in 1879 door Haswell.